# Harvest Records
Harvest Records és una discogràfica creada per EMI el 1969 per tal de promoure el rock progressiu i competir amb les discogràfiques Philips Vertigo i Decca's Deram, inicialment sota la conducció de Malcolm Jones i Norman Smith. Harvest va ser distribuïda a Amèrica del Nord pel braç nord-americà d'EMI, Capitol Records. Amb un àlbum de The Edgar Broughton Band com primer llançament, va ser amfitriona d'artistes clàssics com Deep Purple, Pink Floyd, The Move, Electric Light Orchestra, Barclay James Harvest, Climax Blues Band, Kevin Ayers i Little River Band; Harvest també ha promogut més estils experimentals de música. A més, Harvest Records va ser la llicenciatària europea per a Blue Thumb Records des de 1969 fins a 1971.

## Artistes de Harvest Records
- Jan Akkerman
- The Albion Band
- Amorphous Androgynous
- Ariel
- Aviator
- Kevin Ayers
- Ayshea
- Babe Ruth
- Bakerloo
- The Banned
- Barclay James Harvest
- Syd Barrett
- Battered Ornaments
- Be-Bop Deluxe
- La Belle Epoque
- The Beyond
- Blue Aeroplanes
- Richard Brautigan
- The Edgar Broughton Band
- Pete Brown & Piblokto
- Buddy and the Juniors
- Kate Bush
- Can
- Cargo
- Michael Chapman
- Clifton Chenier
- Climax Blues Band
- Shirley & Dolly Collins
- Dark Star
- Deep Purple
- Thomas Dolby
- Patrick Duff
- Duran Duran
- East of Eden
- Electric Light Orchestra
- Eloy
- Charlie Feathers
- The Flying Circus
- Forest
- Formerly Fat Harry
- The Fourth Way
- David Gilmour
- The Gods
- The Grease Band
- The Greatest Show on Earth
- Gryphon
- Roy Harper
- Ashley Hutchings
- Iron Maiden
- Israel Vibration
- Janus
- Kayak
- King Harry
- Buddy Knox
- Helmut Koellen
- John Lees
- Little River Band
- The Lonely Boys (aka Little Bo Bitch)
- Jon Lord
- Love
- Love Sculpture
- Machiavel
- Maneige
- Mark-Almond
- Marshall Hain
- Dave Mason
- Nick Mason's Fictitious Sports
- Matumbi
- Max Middleton & Robert Ahwai
- Morrissey - Mullen
- Motorpsycho
- The Move
- Bill Nelson's Red Noise
- Nine Days Wonder
- Pallas
- Panama Limited Jug Band
- Pink Floyd
- The Pretty Things
- Professor Longhair
- Pyx Lux
- Quatermass
- Sadistic Mika Band
- The Saints
- Richard Schenider Jr.
- Eberhard Schoener
- Scorpions
- Jack Scott
- The Shirts
- Warren Smith
- Soft Machine
- Alan Sorrenti
- Southern Comfort
- Chris Spedding
- Spontaneous Combustion
- Strapps
- Sweet Smoke
- Tanned Leather
- Tea & Symphony
- Third Ear Band
- Tom Robinson Band
- Tomorrow
- Trinidad Oil Company
- Triumvirat
- Ike & Tina Turner
- The Undertones
- Unicorn
- Roger Waters
- Wire
- Wizzard
- Roy Wood
- Richard Wright
- Banks (cantant)